# Pleurocrypta piriformis
Pleurocrypta piriformis är en kräftdjursart som beskrevs av M. Bourdon 1968. Pleurocrypta piriformis ingår i släktet Pleurocrypta och familjen Bopyridae. Inga underarter finns listade i Catalogue of Life.